# Apave
Apave ist eine französische Inspektions- und Zertifizierungsgesellschaft.
Das Unternehmen ist in der Technischen Überwachung aktiv und führt Zertifizierungen von Management Systemen, Produkten und Dienstleistungen durch. Zum weiteren Dienstleistungsspektrum gehören Sicherheitsschulungen und Beratungsleistungen zu sicherheitsrelevanten Themen. Apave unterhält eigene Labors zur Untersuchung von Luft-, Wasser- und Bodenproben sowie zur zerstörenden und zerstörungsfreien Werkstoffprüfung.
Apave besitzt Niederlassungen in 45 Ländern. In Spanien unterhält das Unternehmen 30 Standorte.

## Geschichte
Der Ursprung des Unternehmens liegt in der, 1867 von Ernest Zuber gegründeten, Association Alsacienne des Propriétaires d'Appareils à Vapeur (in etwa: Elsässischer Verband der Dampfmaschinenbesitzer). Ernest Zuber war zu diesem Zeitpunkt Vizepräsident der Gelehrtengesellschaft Société industrielle de Mulhouse in Mülhausen und wollte auf diesem Wege die Sicherheitsstandards in der Industrie verbessern.
Nach dem Vorbild von Zubers Verband wurden in den folgenden Jahren ähnliche Organisationen in ganz Frankreich gegründet, die sich im Zuge von Konsolidierungen zu einer größeren Unternehmensgruppe zusammenschlossen.